# Sulawesi

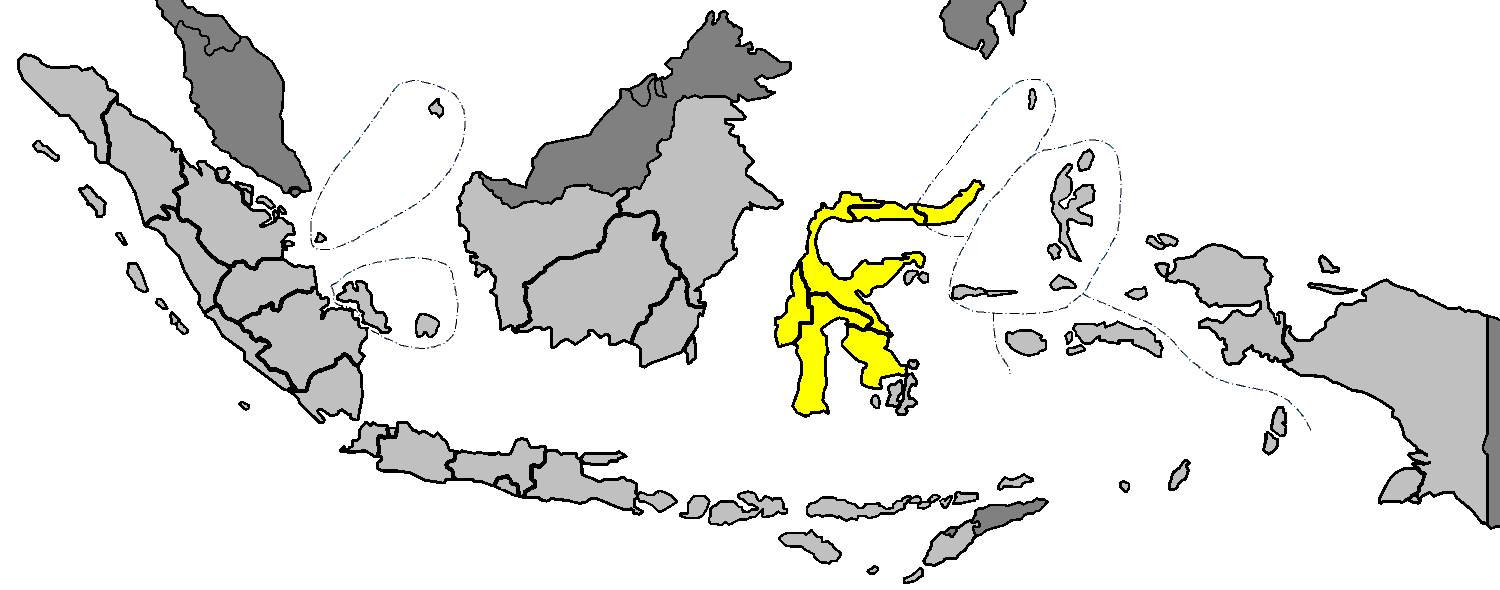
Localizare

Sulawesi (denumirea veche: Celebes) este una din insulele ce aparține de Indonezia situat între Borneo și Noua Guinee, la sud de Marea Celebes, insula este de origine vulcanică și are suprafața de 189.216 km². Populația este concentrată în partea de sud-vest a insulei, în regiunea orașului Makassar (denumirea veche: Ujung Pandang) și în nordul insulei în zona orașelor Manado, Gorontalo, Poso, Palu și Luwuk.

## Populație
Sulawesi, are ca. 14,9 mil. loc. (2004), mai cunoscuți fiind; macasarii și bugii care trăiesc în sud-vest, din ambele popoare provin pirații temuți, care fac atât de nesigură regiunea pentru navele comerciale. In regiunea centrală de platou trăiește poporul, minasha, monado și toraia, a căror ceremonia de îngropare a morților este o atracție turistică. 
Religiile ordonate după pondere: sunt musulmanii într-o majoritate de 80 %, creștini sunt într-un procent de 19 %, din care 2 % sunt catolici. In afară de regiunile de munte islamul, care există din secolul XV este după modelul ortodox, arab, peste tot răspândit. Intre anii 2000 și 2001 au fost ciocniri sângeroase între musulmani și creștini. Punctul culminant al acestor ciocniri a fost pe insulele Java și Sumatra.

## Turismul
Pe lângă ceremoniile de înmormântare, mai sunt atractive, drumețiile prin junglă, posibilitățile de scufundare în mare sau peisajele, flora și fauna din parcul național Tangkoko Duasaudara și Bogani Nani Wartabone.